# Mikhaïl Mikhaïlov (football)
Pour les articles homonymes, voir Mikhaïl Mikhaïlov et Mikhaïlov.
Mikhaïl Mikhaïlov (bulgare : Михаил Михайлов) (né le 4 mars 1973 à Sofia en Bulgarie) est un joueur de football bulgare.

## Biographie
Il a joué plusieurs saisons dans le club bulgare du PFC Velbazhd Kyustendil. Il a passé également une brève période dans l'équipe allemande du SSV Ulm 1846.
Mikhaïlov fut le meilleur buteur du championnat bulgare durant la saison 1999-2000, avec 20 buts pour le PFC Velbazhd Kyustendil.